# تشارلي باتلر
تشارلي باتلر (بالإنجليزية: Charlie Butler)‏ (1897 بواتفورد في المملكة المتحدة - 1 سبتمبر 1963 في المملكة المتحدة) هو لاعب كرة قدم بريطاني (وحمل سابقاً جنسية المملكة المتحدة لبريطانيا العظمى وأيرلندا) في مركز الدفاع. لعب مع مانشستر يونايتد ونادي برينتفورد ونادي تون بينتري ونادي غيلينغهام وغرايز أتلاتيك ‏.